# Google Cultural Institute
Le Google Cultural Institute est un site web développé par Google dans le but de « rendre du matériel culturel important disponible et accessible à tous et de le préserver numériquement pour éduquer et inspirer les générations futures ».

## Historique
L'Institut culturel a été lancé en 2011 et a mis 42 nouvelles expositions en ligne le 10 octobre 2012,,,.
En juin 2013, l'Institut comptait plus de 6 millions d'articles (des photos, des vidéos et des documents).

## Contenu
L'Institut a établi des partenariats des institutions pour rendre leurs expositions et le contenu de leurs archives disponibles en ligne, incluant le British Museum,,, Yad Vashem,, le Museo Galileo de Florence, le Musée national Auschwitz-Birkenau et le Musée de l'histoire polonaise à Varsovie,.
L'Institut inclut :
- le Google Art Project, qui présente des images à haute résolution d'œuvres d'art des musées dans plus de 40 pays ;
- le World Wonders Project, qui présente des reconstitutions en trois dimensions de sites du patrimoine mondial ;
- des expositions d'archives, souvent en partenariat avec des musées à travers le monde.

Le casque de réalité virtuel Google cardboard a été créé par deux salariés du Google Cultural Institute parisien, David Coz et Damien Henry.

## Source de la traduction
- (en) Cet article est partiellement ou en totalité issu de l’article de Wikipédia en anglais intitulé « Google Cultural Institute » (voir la liste des auteurs).